# دراني

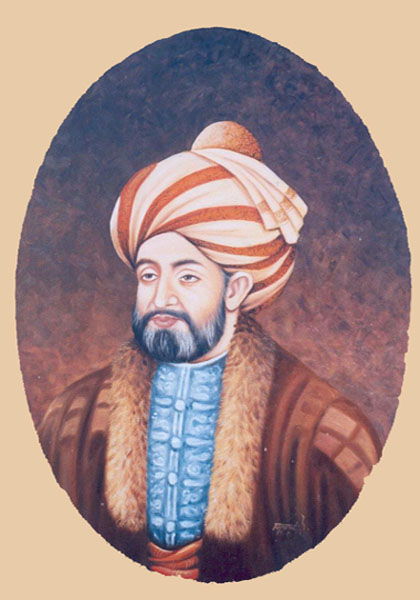

أبدالي أو دُرّاني هو اسم أكبر اتحاد قبائل في دولتي أفغانستان وباكستان.

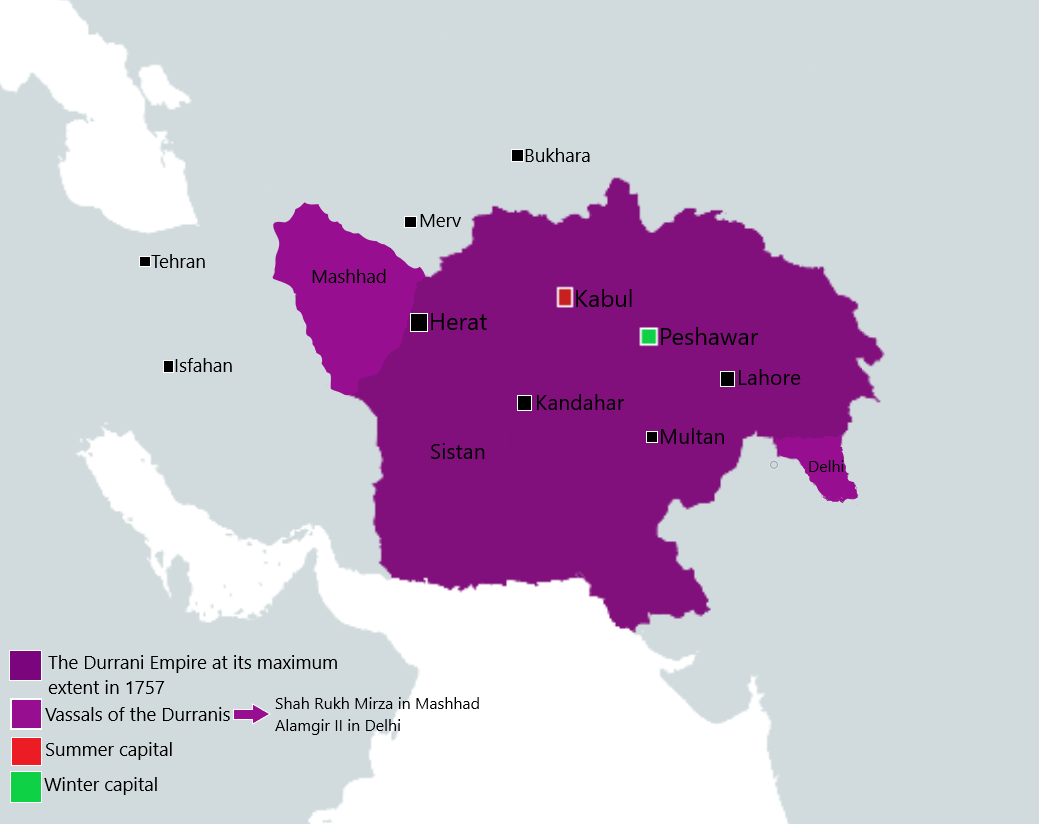
أراضي حكومة دوراني في أفغانستان في ذروتها